# Antonello da Caserta
Antonello da Caserta, anche Anthonello e Antonellus Marot, (fl. XV secolo), è stato un compositore italiano del periodo medievale, attivo tra la fine del XIV e l'inizio del XV secolo.

## Biografia
All'inizio del XX secolo, Nino Pirrotta ipotizzò che Antonello fosse stato un compositore napoletano, ma la maggior parte delle sue opere sono inserite in manoscritti superstiti dell'Italia del nord. Alcune allusioni nei suoi testi suggeriscono che può aver lavorato presso la famiglia dei Visconti a Milano intorno alla fine del XV secolo, mentre alcuni documenti d'archivio lo collocherebbero a Pavia nel 1402. Antonello era un monaco, anche se l'ordine a cui apparteneva non ci è noto. Scrisse sia in lingua francese sia in lingua italiana. Le sue composizioni più importanti sono i madrigali, composizioni vocali molto in voga a quell'epoca. Essi però non sono le uniche composizioni da lui create; infatti troviamo la parfaite Beauté da Machaut, questo è l'unico superstite di impostazione musicale su una poesia di Machaut. Egli era fortemente influenzato dai modelli musicali francesi dando vita ad uno dei primi esempi di modello musicale italiano. Una delle sue ballate riprende fortemente lo stile di Jehan Vaillant, un compositore attivo a Parigi. Ha anche fatto uso di segni di misura irregolari, che si trovano in pochi altri manoscritti. Utilizzò anche ritmi proporzionali in alcune ballate, un metodo che divenne più popolare nei periodi successivi. Le sue opere italiane tendono ad essere più semplici, soprattutto le ballate. Sia le sue opere in francese che in italiano, racchiudono le tematiche dello stile dell'amor cortese.

## Opere in francese
- Amour m'a le cuer mis Amour m'a mis le CUER
- Beauté parfaite Beauté parfaite
- Dame d'onour en qui Dame d'onour en qui
- Du val prilleus (or Du ciel perileus ) val prilleus Du (o perileus Du Ciel)
- Notes pour moi ceste ballade Note Ballade pour moi ceste
- Nulle pitie de ma dame Nulle Pitie Dame de ma (forse di Antonello)
- Tres nouble dame souverayne

## Opere in italiano
- A pianger l'Occhi
- Composizioni
- Con dogliosi martire
- Dame zentil en qui est
- De mia farina fo le mie lasagne
- Del glorioso titolo d'esto duce
- Deh, vogliateme oldire
- De' vogliateme oldire
- Madonna, io me ramento
- Or tolta pur me sey d l'ochi mey
- Più chiar ch'el sol (con una terza voce frammentaria)